# 中村誠也
中村 誠也（SEIYA、なかむら せいや、1994年10月3日 - ）　は、福岡県出身のアーティスト、クリエイター。
SXS　Officeチーム結成。19歳の時に福岡で初めて、ハワイで観光客に人気のあるジャグアタゥーを広めアーティストとなる。最近では日本中に活動の幅を広げており、ファッションブランドのプロデュース等も手がけている。
またInstgramerであり企業や芸能人とコラボしiPhoneだけで撮影、編集しInstagramにアップするクリエイターとしての活動や、プロサッカー選手などのInstagramをプロデュースするなどSNSのコンサルタントもしている。

## 略歴
- 2014年 9月 - 自身がHawaiiでJaguaTattooを体験し福岡に持ち帰り第一人者となる
- 2014年 9月 - 先輩を引き込みJaguaCityを設立
- 2014年10月 - SEIYA名義でアーティスト活動を開始。初めは場所がなくカフェなどで始める
- 2015年 9月 - オリジナルブランドSXSを創業
- 2016年 5月 - 福岡天神に第１店舗目をオープン
- 2016年 7月 - 世界46の国と地域で刊行されている女性誌『エル（ELLE）』連携の公式サイトエル・ オンラインにInstgramとJaguaCityが記載される
- 2016年 8月 - スペインのファッションブランドであるBershka(ZARAの姉妹店)とコラボしBershka渋谷店でjaguatattooのイベントを開催
- 2016年 8月 - 代々木公園で開催されたネパールフェスティバルに参加